# Elgersburg
Elgersburg é um município da Alemanha localizado no distrito de Ilm-Kreis, estado da Turíngia.  Pertence ao Verwaltungsgemeinschaft de Geratal.

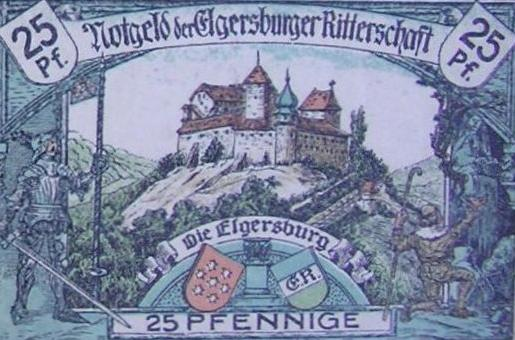
Die Elgersburg

|  |  |
|  |  |